# Ulu-Temburong-Nationalpark
Der Ulu-Temburong-Nationalpark (englisch Ulu Temburong National Park) ist ein 1991 eingerichteter und der älteste Nationalpark in Brunei.

## Beschreibung
Der auf einer Höhe von bis zu 1800 m gelegene Park liegt im Batu Apoi Forest Reserve im Distrikt Temburong  in Ost-Brunei und bedeckt mit einer Größe von 488,59 km² etwa 35 % des Distrikts.
Der Park besteht aus weitgehend unberührtem Urwald und wird daher „grünes Juwel von Brunei“ genannt. Er wird als das feinste Beispiel des erfolgreichen Waldschutz-Programms des Sultanats beschrieben. Die wichtigsten Flüsse sind der Temburong und der Belalong. Der Nationalpark ist mit dem Ulu Ulu Resort (seit Juni 2020 geschlossen) und dem Peradayan Forest Reserve ein wichtiges Zentrum des Ökotourismus.
Der Park war bis 2020 nur per Boot oder Fahrzeug mit zweifachem Grenzübertritt nach bzw. von Malaysia erreichbar. Seit 2020 ist die Anfahrt bis Bangar über die Temburong-Brücke möglich. Ab dort geht es per Boot weiter. Auf einem sieben Kilometer langen Netzwerk von Bohlenwegen, Stegen, Brücken und Treppen kann der Park zu Fuß erkundet werden. Es gibt auch einen Canopy Viewing Walkway auf dem eine an Stahlseilen aufgehängte Hängebrücke bis zu 50 Meter oberhalb des Waldbodens verläuft und einen Blick auf die Baumgipfel und die Umgebung ermöglicht.

## Flora
Die Vegetation wird von Flügelfruchtgewächsen und Zweiflügelfruchtbäumen bestimmt. In den Küstenregionen gibt es Mangroven. Auf dem Waldboden wachsen Rattan, Ingwer, Begonien, Gesneriengewächse, Aronstabgewächse und Ixora. Entlang der Flussläufe wachsen Palmen, Farne, Moose und Flechten.

## Fauna

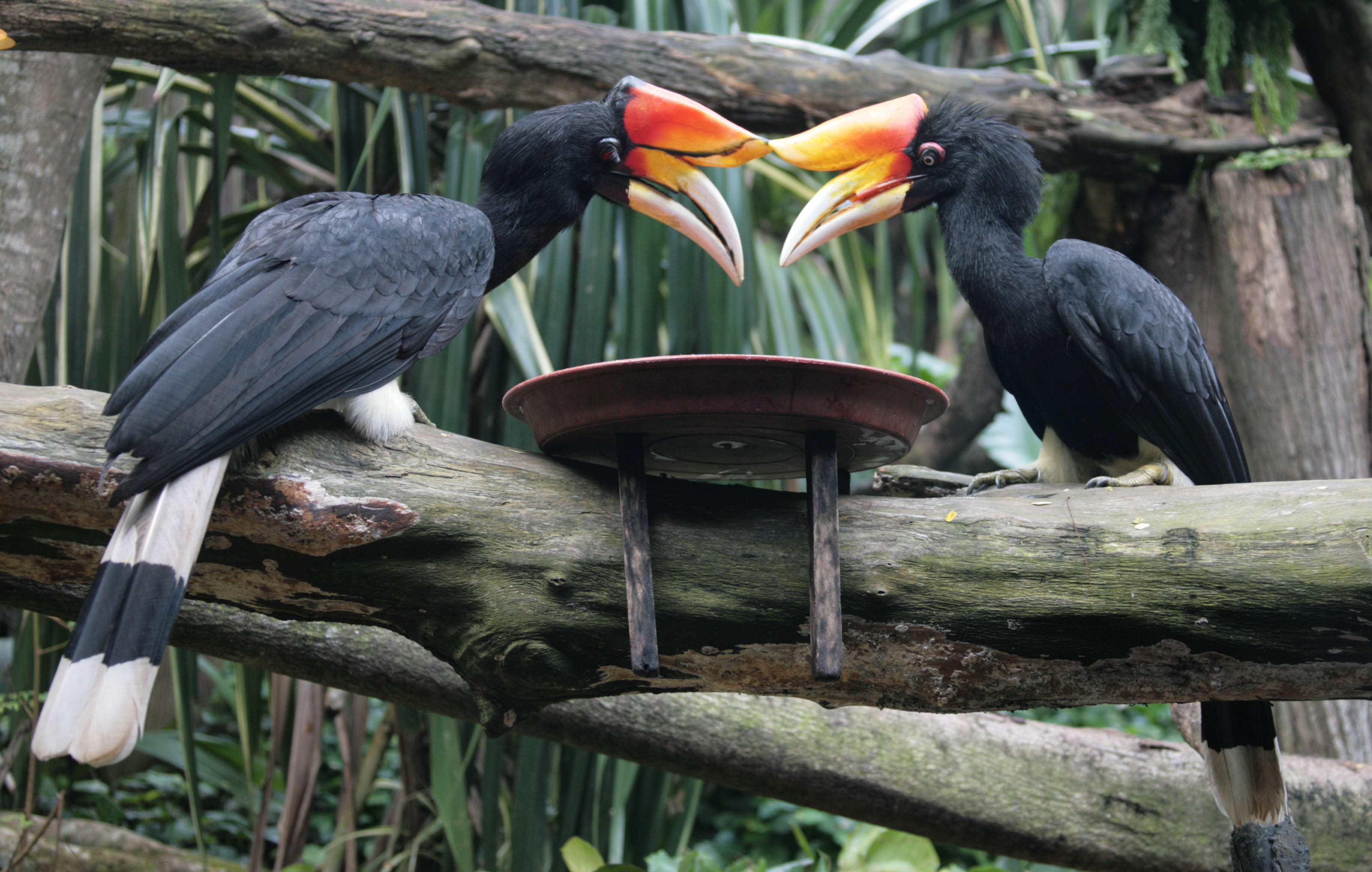
Rhinozerosvögel

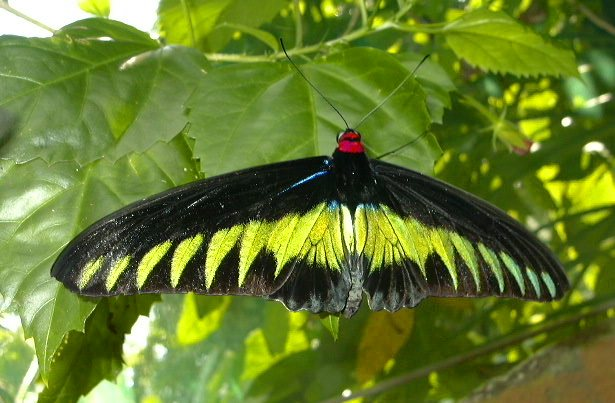
Schwarz-gelber Schmetterling, der lokal „Weißer Raja“ genannt wird

Es gibt eine artenreiche Fauna aus Säugetieren, Reptilien, Insekten und Vögeln. Am populärsten ist der Müller-Gibbon in den Baumkronen und manchmal auch etwas unterhalb davon. Hörnchen, insbesondere das Borneo-Kleinsthörnchen leben in der Nähe von menschlichen Wohnsitzen, und auch schwarz gefleckte Felsfrösche (Staurois natator) wurden schon gesehen. Schlangen, wie die Waglers Lanzenotter leben in den Baumkronen.
Es gibt im Nationalpark zahlreiche Vogelarten, wie Nashornvögel (Anorrhinus galeritus), Rhinozerosvögel (Buceros rhinoceros), Breitrachen, schwarz-gelbe Breitrachen (Eurylaimus ochromalus) und Salanganen.
Es leben dort mehrere Hundert Arten von Schmetterlingen, wovon einige sehr selten sind. Der bekannteste ist der Rajah Brooke’s Birdwing (Trogonoptera brookiana), der den Namen „Weißer Raja“ zu Ehren von James Brooke erhalten hat, unter dessen Herrschaft das Gebiet während der Kolonialzeit stand. Eine weitere Art ist die schwarz-weiße Baum-Nymphe (Idea stolli). Außerdem gibt es Hundertfüßer, große Rossameisen (Camponotus gigas), Spitzkopfzikaden (Fulgoridae) und Termiten.

## Naturschutz
Der Nationalpark steht unter dem Schutz des Forstamts des Ministeriums für Industrie und Primärressourcen (Forestry Department of the Ministry of Industry and Primary Resources). Die Büros der Hauptgeschäftsstelle des Nationalparks sind an der Mündung des Temburong River in den Sungei Belalong. Der Nationalpark ist Teil des internationalen Abkommens Heart of Borneo.

## Unterkunft
Die einzige Unterkunft im Nationalpark war das – seit Mitte 2020 aufgrund der COVID-19-Pandemie dauerhaft geschlossene – Ulu Ulu Resort, das im November 2008 bei der Privatisierung der Einrichtungen im Nationalpark unter der Aufsicht des Forstamtes eröffnet wurde. Die Eröffnung galt als wichtiger Meilenstein der Tourismusentwicklung von Brunei, weil es die erste öffentlich-private Partnerschaft (ÖPP) darstellte.